# 尼格爾·史賓克
尼格爾·菲利普·史賓克（1958年8月8日—）是一位英格蘭足球教練及前職業足球員。
史賓克於1976年至2001年間擔任守門員，在1977年至1996年阿士東維拉足球會成名，並於1983年為英格蘭足球代表隊上陣一次。他亦曾效力於西布朗及米禾爾，以及在非聯賽球會燦斯福特城足球會及格林森林流浪效力，後者更於2000年至2002年間擔任其領隊。史賓克其後擔任伯明翰城、維甘競技、桑德蘭及布里斯托城等球隊擔任守門員教練。

## 球員生涯
史賓克的球員生涯從惠特爾少年足球會（Writtle Minors F.C.）開始，之後以學生身份加入西漢姆聯，但很快轉投燦斯福特城，在年僅18歲時加盟阿士東維拉。五年後他終於在一隊獲得突破性的機會，而這一切發生在1982年欧洲冠军杯决赛對德國勁旅拜仁慕尼黑時，比賽進行到第10分鐘，維拉正選門將吉米·里默（Jimmy Rimmer）受傷，後備門將史賓克替補入場，之前他在一隊只出場過一次。史賓克在場上表現出色保持不失，最終阿士東維拉以1比0獲勝。巧合的是，史賓克和里默是英格蘭四位國際賽生涯最短的門將之一（45分鐘）。
史賓克為阿士東維拉上陣460場，1995年12月對陣女王公园巡游者最後一次上陣，後備入替受傷的伊恩·泰勒（Ian Taylor）在最後一分鐘上場。1996年，他轉投鄰近的西布朗維奇，史賓克為西布朗出賽24場，並在1997年8月27日對劍橋聯的聯賽盃賽事中，以39歲19天成為該隊最年長的守門員，此紀錄後來被迪恩·基利（39歲189天）打破。
1997年9月，以5萬英鎊的轉會費轉投乙級聯賽的米尔沃尔，效力三年後直至2000年6月，在他42歲生日前夕正式退役。

## 領隊生涯
退役後，史賓克擔任參與全國聯賽球會格林森林流浪領隊兩年，他帶領格林森林流浪殺入2001年英格蘭足總錦標決賽，但最終在維拉公園球場以零比一不敵肯維島，2002年9月格林森林流浪解僱史賓克。
其後他在史蒂夫·布鲁斯麾下擔任伯明翰城、維甘競技及桑德蘭守門員教練。他在2011年12月6日離開桑德蘭，原因是布魯斯數日前被解僱。史賓克於2012年2月擔任布里斯托城守門員教練。

## 個人生活
2012–13年球季結束後，史賓克離開球壇並開設快遞業務。

## 榮譽
阿士東維拉
- 英格蘭聯賽盃：1993–94年[13]
- 欧洲冠军联赛：1981–82年
- 歐洲超級盃：1982年

個人
- PFA年度最佳陣容: 1987–88年乙組聯賽[14]

## 外部連結
- 足球数据库：尼格爾·史賓克的球员统计数据